# Fadil Hadžić
Fadil Hadžić (n. 23 aprilie 1922, Bileća⁠(d), Iugoslavia – d. 3 ianuarie 2011, Zagreb, Croația) a fost un regizor de film, scenarist, dramaturg, pictor și jurnalist bosniac, cunoscut în principal pentru filmele și piesele sale de teatru de comedie. El a fost de origine bosniacă, dar a trăit și a lucrat în principal în Croația și a fost foarte cunoscut în toată Iugoslavia. 

## Biografie
Hadžić s-a născut în Bileća, în Bosnia și Herțegovina. A studiat pictura la Academia de Arte Plastice din Zagreb și apoi a continuat să lucreze ca redactor la mai multe reviste populare (Kerempuh, Vjesnik u srijedu,  Telegram). El a fost, de asemenea, unul dintre fondatorii teatrelor proeminente Kerempuh (atunci numit Jazavac) și Komedija din Zagreb. El a lucrat și ca intendent guvernamental la Teatrul Național Croat din Zagreb.

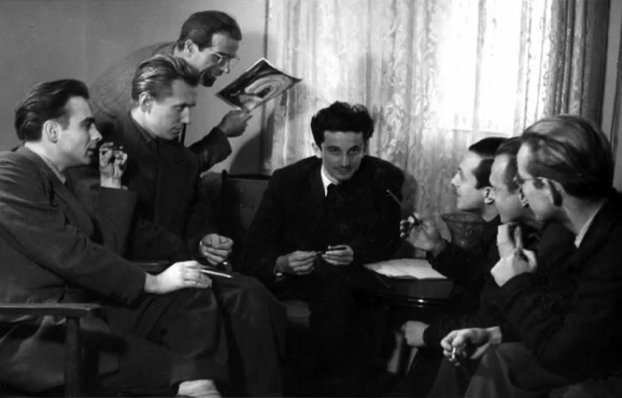
Fadil Hadžić (în centru) cu echipa sa pentru crearea Veliki mitingu, un film de animație din 1949

A debutat ca scenarist în 1952 cu filmul de animație Castelul bântuit la de Dudinci (în croată Začarani dvorac u Dudincima), în regia lui Dušan Vukotić. În 1961 Hadžić a debutat ca regizor cu Alfabetul fricii (Abeceda straha). A fost un producător de film prolific și versatil de-a lungul anilor 1960. Filmul său Poziția oficială (Službeni položaj ) a câștigat Marea Arenă de Aur pentru cel mai bun film la Festivalul de Film de la Pula din 1964. În anii 1970 -1980, a realizat mai puține producții, dar, în ciuda acestui fapt, a câștigat Premiul Arena de Aur pentru cel mai bun regizor pentru filmul Jurnalistul  (Novinar) din 1979. 
De asemenea, Hadžić a scris și regizat filmul din 1972, Lov na jelene, cu Boris Dvornik și faimoasa cântăreață bosniacă Silvana Armenulić, în rolurile principale. Filmul este o dramă thriller subversivă despre un emigrant suspectat ca insurgent Ustașa, pelicula a fost binevenită  și populară din cauza relației sale cu Primăvara croată.
La începutul anilor 1980 a încetat efectiv să producă filme și s-a îndreptat spre dramaturgie. În această perioadă a scris mai mult de 57 de piese populare și a avut 14 expoziții solo ale picturilor sale. La începutul anilor 2000 a revenit din nou  în industria cinematografică, regizând câteva ecranizări ale pieselor sale de comedie din 2003 și 2005, a urmat apoi filmul dramatic de război Remember Vukovar (Zapamtite Vukovar) în 2008. A decedat la Zagreb.